# Діагноз: убивство
Діагноз: Вбивство (англ. Diagnosis: Murder) — англійський трилер 1975 року.

## Сюжет
Британський психіатр Стівен Гейворд, хоче вбити свою дружину, щоб залишитися зі своєю коханкою. Але його дружина таємничим чином зникає, перш ніж він здійснює свій план. Поліція підозрює, що Стівен її вбив.

## У ролях
| Актор             | Роль                  |
| ----------------- | --------------------- |
| Джон Фінч         | інспектор Ломакс      |
| Джуді Гісон       | Гелен                 |
| Крістофер Лі      | доктор Стівен Гейворд |
| Тоні Беклі        | сержант Грін          |
| Діліс Гемлетт     | Джулія Гейворд        |
| Джейн Мерроу      | Мері Доусон           |
| Колін Джівонс     | Боб Доусон            |
| Девід Треві       | Джонсон               |
| Адріан Кейрнс     | Морган                |
| Дафна Невілл      | медсестра Фішер       |
| Г'ю Сміт-Марріотт | доктор Чепмен         |
| Г'юберт Такер     | Рональдс              |
| Девід Ленгфорд    | Грей                  |